# Lilla Bredskär
Lilla Bredskär är en ö i Finland. Den ligger i Finska viken och i kommunen Kyrkslätt i den ekonomiska regionen  Helsingfors i landskapet Nyland, i den södra delen av landet. Ön ligger omkring 23 kilometer sydväst om Helsingfors.
Öns area är 5,1 hektar och dess största längd är 430 meter i sydöst-nordvästlig riktning. Ön höjer sig omkring 15 meter över havsytan.